# 包源
包源（?—?），直隸省河間府河間縣人，清朝政治人物、同進士出身。
光緒二十四年（1898年），参加光緒戊戌科殿試，登進士三甲90名。同年五月，授内阁中书。